# Albert Rust (1818-1870)
Pour les articles homonymes, voir Rust.
Albert Rust (c. 1818 – 4 avril 1870) est un homme politique américain, qui a siégé en tant que délégué de l'Arkansas au congrès provisoire des États Confédérés de 1861 à 1862. Membre du Parti démocrate, Rust est le représentant des États-Unis du deuxième district du congrès de l'Arkansas de 1859 à 1861. Rust sert également en tant qu'officier supérieur de l'armée des États confédérés pendant la guerre de Sécession.

## Jeunesse et vie personnelle
Albert Rust naît vers 1818 dans le comté de Fauquier, en Virginie, fils de William Rust et de son épouse Elizabeth ; la date exacte de sa naissance n'est pas connue.
Rust épouse Jane Carrington (1824-1847) du comté de Charlotte, en Virginie, le 17 avril 1844, mais elle meurt rapidement, et est enterrée au cimetière de Hervey dans le comté de Hempstead, en Arkansas. Il épouse ensuite Anne Bouldin Cabell, et au moins trois de leurs enfants (originaires de la Virginie pendant la guerre de Sécession) survivront à l'âge adulte : Julia Rust Tutwiler (1854-1923), Breckenridge Cabell Rust (1855-1892) et l'auteur Pauline Carrington Rust Bouve (1860-1928).

## Début de la carrière politique
Rust est admis au barreau en 1836 et, l'année suivante part de la Virginie vers l'Arkansas, pour s'installer dans le comté d'Union, en Arkansas. Rust achète des terres et un magasin près de la rivière, en 1837. En 1838, Rust obtient un contrat du gouvernement des États-Unis pour faire l'arpentage des terres dans le nouvel État. En 1839, le siège du comté est déplacé dans l'actuelle Champagnolle. Comme Rust possède le seul bâtiment approprié, son magasin devient de la sorte également le palais de justice.
Il étudie ensuite le droit et est admis au barreau de l'Arkansas. En 1842, Rust remporte un siège dans la chambre des représentants de l'Arkansas, où il est réélu à deux reprises, et est également élu en 1852-1854.
Rust est candidat à une élection spéciale pour l'ouverture d'un siège du congrès en 1846. Il remporte quatorze comtés, mais n'obtient que la troisième place. En 1852, il est élu président pro tempore de la chambre des représentants de l'Arkansas, un poste très influent. Deux ans plus tard, les démocrates nomment Rust pour le congrès des États-Unis. Il remporte l'élection générale et part à Washington, DC
En 1856, le membre du congrès Rust attire l'attention du public pour ses efforts pour s'opposer à Nathaniel P. Banks du Massachusetts, qui semble pouvoir devenir président de la chambre. Bank s'oppose à une extension supplémentaire du territoire esclavagiste, contrairement à Rust et à ses électeurs. Selon l'histoire de la famille de Rust, Rust introduit quelque chose qui se veut une résolution de compromis, que le journaliste Horace Greeley du New York Tribune caractérise comme une tentative de Rust de tenter de faire croire que le débat sur le discours concerne des rivalités personnelles entre candidats et non des principes. Greeley croit que son véritable objectif est de s'opposer à la candidature de Banks. Après l'ajournement du congrès, le jour où la Tribune atteint Washington, Rust accoste Greeley sur le Capitole et le frappe avec sa canne. Quelques jours plus tard, Rust frappe de nouveau Greeley dans les rues de Washington.
Rust montre peu d'intérêt à autre chose que le domaine militaire. Il n'est pas nommé de nouveau ; Edward A. Warren lui succède. Après avoir travaillé pour retrouver sa réputation politique, Rust remporte une fois de plus un siège à la chambre des représentants en 1858. Son intérêt dans les affaires militaires se poursuit lors de son deuxième mandat.
Partisan de Stephen A. Douglas aux élections présidentielles de 1860 et ardent défenseur de l'Union, Rust change d'avis après l'appel de Lincoln pour obtenir des troupes. En mai 1861, l'Arkansas fait sécession de l'Union, et Rust est nommé délégué au congrés provisoire des États confédérés.

## Guerre de Sécession
De retour en Arkansas, Rust obtient une commission de colonel le 5 juillet 1861, et assiste Van H. Manning dans le recrutement et l'organisation du 3rd Arkansas Infantry. Le 3rd Arkansas qui va devenir le régiment de l'Arkansas le plus célèbre de la guerre de Sécession et le seul régiment de l'Arkansas affecté en permanence dans l'armée de Virginie du Nord du général Robert E. Lee. À l'automne de 1861, Rust et le 3rd Arkansas partent en Virginie occidentale et prennent part à la bataille de Cheat Mountain sous les ordres de Lee. Au cours de cet hiver, lui et le régiment sont sous le commandement du général Stonewall Jackson. Ils participeront à presque toutes les grandes batailles dans l'est, y compris la bataille de Gettysburg, bien que la plupart du temps après la promotion de Rust et son transfert hors du régiment.
Le 4 mars 1862, Rust est promu brigadier général et transféré en Arkansas, où il est affecté dans l'armée de l'ouest d'Earl Van Dorn. Rust mène les troupes confédérées lors de la bataille de Hill's Plantation en juillet 1862. Après la bataille de Pea Ridge, la plupart des forces confédérées sont retirées de l'Arkansas et transférées à l'est du fleuve Mississippi. Rust combat lors de la bataille de Shiloh et la seconde bataille de Corinth, au Mississippi, en octobre.
En avril 1863, Rust est de nouveau transféré en Arkansas et placé sous les ordres du major général Sterling Price dans le département du trans-Mississippi. Plus tard, il sert sous les ordres des majors généraux Thomas C. Hindman en Arkansas et John Pemberton et Richard Taylor en Louisiane.
Finalement, Rust perd son commandement en raison d'interrogations concernant sa fidélité à la cause Confédérée ; il a son franc-parler et est un critique impudent à l'encontre du gouvernement confédéré, expriment régulièrement exprimant des sentiments unionistes[réf. nécessaire]. Après son service militaire, il s'installe à Austin, au Texas pour retrouver sa famille, qui a quitté leur maison en Arkansas pendant l'occupation fédérale et passe beaucoup de temps avec son frère, le Dr George W. Rust en Virginie.

## Après la guerre
Après la guerre, Rust part d'installer à El Dorado, en Arkansas derrière la rivière Arkansas à partir de Little Rock. Il retourne à Washington en tant que membre de la chambre des représentants des États-Unis et est même candidat républicain pour le sénat des États-Unis en 1869, avant le commencement de la reconstruction du congrès et alors que les ex-confédérés sont interdits aux fonctions électives et il retire lui-même sa candidature. Le 3 avril 1870, il meurt dans le comté de Pulaski, Arkansas, d'un abcès cérébral, tandis que sa femme et ses enfants visitent la famille en Virginie. Son lieu de sépulture fait l'objet de litige. Les récits contemporains précise qu'il est enterré dans le cimetière historique de Mount Holly de Little Rock, mais d'autres récits indiquent qu'il est enterré dans une tombe anonyme à côté du monument confédéré dans le cimetière d'Oakland. Un stèle cénotaphe est dans le cimetière d'Oakland et fraternel.